# Секей, Иоганн Фридрих
Иоганн Фридрих фон Секей (Шекели) (венг. Johann Friedrich Székely, нем. Johann Friedrich von Székely; 1739, Королевство Венгрия — 2 октября 1794, Быдгощ, Королевство Пруссия) — прусский военачальник, полковник.

## Биография
Венгр по происхождению. В 1758 году вступил на военную службу Королевства Пруссия. 15 ноября того же года — командир эскадрона 7-го гусарского полка, затем 5-го Малаховского гусарского полка. В 1775 году был назначен начальником штаба гусарского полка. Отличился во время Войны за баварское наследство и был награждён прусским орденом «Пур ле мерите».
В 1779 году стал майором, в июне 1786 года — подполковником, 13 августа 1790 года — полковником гусарского полка.
Участвовал в войне против революционной Франции. В марте 1793 года его отряд из 1400 человек переправился через Рейн у Сен-Гоара с целью предпринять нападение на город Штромберг. Попытка удалась.
Во время восстания Костюшко в августе 1794 года он был послан королём Фридрихом Вильгельмом II из осаждённой Варшавы для подавления Великопольского восстания польского населения на территориях Великой Польши и Куявии, отошедших к Пруссии в результате Второго раздела Речи Посполитой. Он должен был пройти по Великопольше через Сохачев до Гнезно, по пути подавляя восстание. Прославился особой жестокостью, стремился утопить восстание в крови. Однако от применения самых жёстких мер его удержало взятие повстанцами в заложники большого количества прусских чиновников, в том числе высокого уровня.
В том же году принял участие в Сражении в Быдгоще против инсургентов под командованием генерал-поручика Яна Генрика Домбровского.
Во главе батальона фузилёров, трёх эскадронов гусар и двух орудий Шекели выступил на помощь городскому гарнизону Быдгоща и шёл во главе колонны, проходящей через мост на Брде, где был смертельно ранен осколками пушечного ядра. Умер в польском плену.